# هنري هايدن
هنري هايدن (بالفرنسية: Henri Hayden)‏ هو رسام بولندي وفرنسي، ولد في 24 ديسمبر 1883 في وارسو في بولندا، وتوفي في 12 مايو 1970 في باريس في فرنسا.